# 柏木 (酒々井町)
柏木（かしわき）は、千葉県印旛郡酒々井町の大字。郵便番号285-0906。

## 地理
北は成田市下方、東は下岩橋、南東は伊篠、南は上岩橋、西は印旛沼新田に隣接している。

## 歴史
江戸期は柏木村であり、下総国印旛郡のうち。佐倉藩領。村高は、「元禄郷帳」122石余、「天保郷帳」「旧高旧領」ともに130石余。印旛沼に面した耕地は、沼の氾濫によって、しばしば水害をうけた。上岩橋村との地境には両村によって延長200余間の水防土堤が築かれていた。土堤下に設けられた河岸には江戸・利根川筋からの物資の輸送拠点となって栄えた。成田街道酒々井宿の助郷村。佐倉牧捕馬の際は酒々井野馬御払場へ水夫人足を差出した。神社は七社神社、寺院は真言宗新光寺（幕末に下岩橋村大仏頂寺に併合）。明治6年千葉県に所属。明治22年酒々井町の大字となる。

### 年表
- 1873年（明治6年） - 千葉県に所属。
- 1889年（明治22年）4月1日 - 酒々井町柏木になる。
  - 町村制施行し、酒々井町、下台村、馬橋村、墨村、飯積村、尾上村、中川村、上岩橋村、伊篠村、伊篠新田、篠山新田、今倉新田、下岩橋村、柏木村、本佐倉村、本佐倉町が合併し印旛郡酒々井町が発足。

## 世帯数と人口
2017年（平成29年）11月1日現在の世帯数と人口は以下の通りである。
| 大字 | 世帯数  | 人口  |
| ---- | ------- | ----- |
| 柏木 | 128世帯 | 290人 |

## 小・中学校の学区
町立小・中学校に通う場合、学区は以下の通りとなる。
| 番地 | 小学校                 | 中学校                 |
| ---- | ---------------------- | ---------------------- |
| 全域 | 酒々井町立酒々井小学校 | 酒々井町立酒々井中学校 |

## 施設
- 柏木青年館
- 柏木機場
- 七社神社

## 交通

### 道路
- 都道府県道
  - 千葉県道137号宗吾酒々井線